# Państwowa Szkoła Muzyczna I stopnia im. Wojciecha Kilara w Wodzisławiu Śląskim
Państwowa Szkoła Muzyczna I stopnia im. Wojciecha Kilara w Wodzisławiu Śląskim – szkoła muzyczna w Wodzisławiu Śląskim. W 2002 roku nadano szkole imię kompozytora Wojciecha Kilara, honorowego obywatela miasta.

## Historia
1 września 1975 roku utworzona została w Wodzisławiu filia Państwowej Szkoły Muzycznej I i II stopnia w Rybniku. Na budynek szkoły przeznaczony został budynek po Zasadniczej Szkole Budowlanej przy ul. Wojska Polskiego, a dyrektorem placówki został Jan Chrzanowski. Dwa lata później szkoła uzyskała samodzielność, od 1 września 1977 funkcjonując jako Państwowa Szkoła Muzyczna I stopnia w Wodzisławiu Śląskim. W 1992 otrzymała nowy budynek, w 1996 ukończona została budowa sali koncertowej. W 1999 drugim dyrektorem został Lucjan Łucki. W 2017 trzecim dyrektorem został Paweł Sobik.

## Działalność
Uczniowie koncertowali wspólnie z wychowankami szkół muzycznych z miast Karwina, Eisleben, Werona i Bardolino. Występowali z orkiestrami Filharmonii Zabrzańskiej, Filharmonii Rybnickiej oraz Filharmonii Śląskiej. Szkoła współpracuje ze szkołą muzyczną w Czeskim Cieszynie.
W 1995 odbył się Ogólnopolski Konkurs Pianistyczny im. Ignacego Jana Paderewskiego, którego jury przewodniczyła Halina Czerny-Stefańska. W szkole koncertowali także znani polscy wykonawcy: Piotr Paleczny, Wojciech Świtała, Lidia Grychtołówna, Kaja Danczowska czy Konstanty Andrzej Kulka.
Szkołę w latach 1977–2009 opuściło ok. 1000 absolwentów.
W szkole istnieje możliwość nauki na instrumentach muzycznych takich jak: skrzypce, wiolonczela, gitara, trąbka, klarnet, puzon, saksofon, pianino, organy, perkusja, akordeon.